# Globalni indeks imena lepidoptera
Globalni indeks imena lepidoptera (The Global Lepidoptera Names Index, LepIndex) je pretraživa baza podataka koju održava Odeljenje za entomologiju Prirodnjačkog muzeja u Londonu. Prema podacima iz maja 2023. godine, na sajtu piše „Baza podataka je poslednji put ažurirana januara 2018“ tako da trenutnu validnost predstavljenih taksonomskih kombinacija treba usvojiti sa oprezom.
LepIndex je zasnovan na kartotekama i skeniranim časopisima, nomenklaturnim katalozima i Zoološkom zapisu. Sadrži većinu svetskih imena Lepidoptera objavljenih do 1981. godine, a za neke grupe je ažuriran.
LepIndek omogućava svima besplatan pristup putem interneta. Ključni podaci su
- zoološki autoritet koji je imenovao vrstu leptira ili moljca
- gde je objavljen originalni opis
- status imena (ispravno ime ili sinonim)

LepIndex je glavni izvor imena Lepidoptera u Integrisanom taksonomskom informacionom sistemu i Katalogu života.

## Spoljašnje veze
- LepIndex home